# 平尾隆弘
平尾 隆弘（ひらお たかひろ、1946年－）は、日本の女性雑誌・週刊誌・文芸雑誌等の発掘編集者（acquisitions editor）にして記者、また文芸評論家。クレア編集長、週刊文春編集長、文藝春秋編集長、株式会社文藝春秋社長・日本文学振興会理事長を歴任。

## 来歴

### 生い立ち
大阪に生まれる。小学校時代はNHK児童劇団に所属し実家は吹田市にあった。小学校時代から新聞を作り、大阪府立茨木高等学校では卓球部に所属する傍ら、同人雑誌を作った。1965年、茨木高等学校を卒業。神戸市外国語大学に入学し、英米語学科を1970年に卒業した。
神戸市外国語大学への進学理由は、一浪後に第一志望の京都大学受験に失敗し、国公立二期校から受験先を選ぶ際に大阪外国語大学は勉強していない地理が必修だったことと、大阪大学と神戸市外国語大学に合格した友人の姉が神戸市外国語大学に進学していたことによる。大学ではワンダーフォーゲル部に属していた。
大学卒業後は旅行会社にも内定していたが上京して出版社への就職を狙った。株式会社文藝春秋に足を運ぶも、受付の女性に神戸市外国語大学は指定校ではなく、入社志願の対象とはならない（いわゆる門前払い）と告げられるが、この女性の機転で資格ある社員の特別推薦を入手して入社試験受験の許可を取り、試験にも合格した。

### 就職後
1970年4月に株式会社文藝春秋に入社、出版局に配属される。担当した作家は、石原慎太郎、井上ひさし、赤塚不二夫、倉橋由美子、澤地久枝、立花隆、田中澄江、俵万智、西丸震哉、西部邁、村上春樹、村上龍、柳田邦男、山崎豊子、吉田満、吉本隆明、吉本ばなな、などであり、芥川龍之介賞、直木三十五賞、菊池寛賞、大宅壮一ノンフィクション賞の事務を取り扱い、芥川賞選考委員会の司会進行もおこなった。
クレア編集長、週刊文春編集長、文藝春秋編集長などを歴任。文藝春秋編集長のときは、1998年4月号で「少年A検事調書の衝撃」を掲載した。2009年7月同社代表取締役社長、公益財団法人日本文学振興会理事長に就任、2014年退任。歴代社長中、会長にも顧問にもならず退任したのは初めてだった。2015年～2021年、母校・神戸市外国語大学の客員教授を、2021～2024年、世田谷文学館友の会会長を務める。文芸評論家としての一面があり、単著がある（『宮沢賢治』国文社、1978年）。